# Coptophyllum reptans
Coptophyllum reptans är en måreväxtart som först beskrevs av Cornelis Andries Backer och Cornelis Eliza Bertus Bremekamp, och fick sitt nu gällande namn av Reinier Cornelis Bakhuizen van den Brink. Coptophyllum reptans ingår i släktet Coptophyllum och familjen måreväxter. Inga underarter finns listade i Catalogue of Life.